# Ульяновське танкове училище
Улья́новське гварді́йське ви́ще та́нкове кома́ндне дві́чі Червонопра́порне, о́рдена Черво́ної Зі́рки учи́лище і́мені В. І. Ле́ніна — вищий військовий навчальний заклад СРСР, що готував командирів для танкових військ у 1932–1991 роках. Розташовувалось в місті Ульяновську.

## Історія існування
У квітні 1932 року 12-а Ульяновська Червонопрапорна стрілецько-артилерійська школа імені В. І. Леніна була переформована в Ульяновську Червонопрапорну бронетанкову школу імені В. І. Леніна з повною заміною профілю підготовки. Для посилення командними кадрами до школи було направлено помічників командирів рот з технічної частини з Московського ВО, а також викладачів-техніків із Ленінградських бронетанкових курсів. Частина викладачів, командири батальйонів, рот і найкращі командири взводів протягом літа 1932 року пройшли курси перепідготовки при Ленінградських БТКУКС.
Поблизу с. Полівно було створено танкодром, автодром і танковий полігон.
Навесні 1933 року навчальні танки МС-1 було замінено танками серії БТ. Всі танки курсантських рот було зведено в окремий батальйон.
В лютому 1934 року наказом РВР СРСР подовжено курс навчання з 3 до 3,5 років. На 1935 рік школа налічувала 700 курсантів і готувала лейтенантів — командирів взводів БТ.
У квітні 1936 року наказом НКО СРСР школу перетворено в Ульяновське Червонопрапорне танкове училище імені В. І. Леніна.
З початком німецько-радянської війни та евакуацією до Ульяновська Мінського бронетанкового училища, Ульяновське БТУ стало іменуватись 1-м Ульяновським БТУ, а Мінське — 2-м Ульяновським БТУ.
26 червня 1941 року на підставі наказу командуючого військами Приволзького ВО в училищі розгорнуто формування танкового батальйону. 1 липня батальйон завантажився на ст. Красне й поступив у розпорядження командира 5-го механізованого корпусу. Батальйон перебував на фронті до вересня 1941 року, потім повернутий до училища.
З початком війни різко зросла потреба в командних кадрах. Вже 10 липня 1941 року з райвійськкоматів надійшло 1401 призовник, загальна чисельність курсантів становила майже 3,5 тисячі чоловік. Термін навчання зменшено до 6-9 місяців. Також при училищі були створені 3-місячні курси підготовки автотехніків, перепідготовки загальновійськових командирів і політпрацівників на командирів танкових взводів. Було проведено 5 прискорених випусків. Всього з 22 червня 1941 по 1 січня 1942 року було випущено 767 командирів.
З 1 лютого 1942 року училище перейшло на підготовку командирів важких танків КВ. До січня 1944 року було завершено перехід на новий профіль підготовки командирів важких танків ІС. Всього за роки війни у училищі проведено 45 випусків курсантів, всього для армії підготовлено 8924 танкових командири.
З жовтня 1966 року училище стало іменуватись Ульяновським гвардійським вищим командним училищем імені В. І. Леніна. Курс навчання збільшено з 3-х до 4-х років. У 1970 році проведено перший випуск офіцерів з вищою військовою спеціальною освітою.
У червні 1991 року було проведено останній, 144-й, випуск офіцерів.
17 серпня 1991 року наказом міністра оборони СРСР № 395, виданим на підставі постанови Кабінету міністрів СРСР № 463 від 1 липня 1991 року, Ульяновське гвардійське вище танкове командне училище імені В. І. Леніна переформовано в Ульяновське гвардійське суворовське військове училище.

## Нагороди і почесні найменування
28 червня 1943 року наказом НКО СРСР № 252 училище було перетворене в гвардійське й указом Президії Верховної Ради СРСР нагороджене орденом Червоної Зірки.

## Начальники училища
- 1932–1934 — Жабін Микола Іванович, комбриг;
- 1934–1936 — Духанов Михайло Павлович, комбриг;
- 1936–1940 — Шуров Петро Явдокимович, комбриг;
- 1940–1941 — Шабалін Родіон Никанорович, полковник;
- 1941–1946 — Кашуба Володимир Несторович, генерал-майор танкових військ;
- 1946–1948 — Синенко Максим Денисович, генерал-лейтенант танкових військ;
- 1948–1950 — Демчук Іван Несторович, генерал-майор танкових військ;
- 1950–1959 — Пушкарьов Сергій Пилипович, генерал-майор танкових військ;
- 1959–1966 — Мельников Петро Андрійович, генерал-майор танкових військ;
- 1966–1977 — Табакін Володимир Львович, генерал-майор танкових військ;
- 1977–1987 — Курчавов Володимир Михайлович, генерал-майор танкових військ;
- 1987–1991 — Пчелінцев Володимир Іванович, генерал-майор.

## Випускники
Серед випускників училища — 93 Герої Радянського Союзу, 2 — Герої Соціалістичної Праці та 6 Героїв Росії.
Понад 160 генералів і маршалів танкових військ отримали військову освіту в стінах училища.